# 編碼器
編碼器（英語：Encoder）是一種將資訊由一種特定格式（或編碼）轉換為其他特定格式（或編碼）的傳感器、軟體或是演算法，轉換的目的可能是由於標準化、速度、保密性、保安或是為了壓縮資料。

## 舉例

### 媒體
以下的軟體可以將聲音、影像或是文字等資料編碼成標準格式：
- 壓縮軟體可以將資料（如聲音、圖片或影像）編輯成長度較小的資料（參照編解碼器）。
- 音訊編解碼器可以轉換及壓縮聲音資料。
- 視訊壓縮可以轉換及壓縮數位影像資料。

### 加密
基於資料隱私的需求。又分成可逆與不可逆兩種。以做為驗證系統登入的密碼為例，其存放在資料庫時，則常使用不可逆的散列函數進行編碼，以防止當存放密碼的資料庫外洩時，被外人輕易得知密碼。可逆的加密編碼，則配合解碼器與用於解密的金鑰，以便將資料還原。

### 檔案驗證
為了驗證檔案的完整性，常使用CRC32、MD5、SHA1等方式計算驗證用的鍵值。

### 傳感器

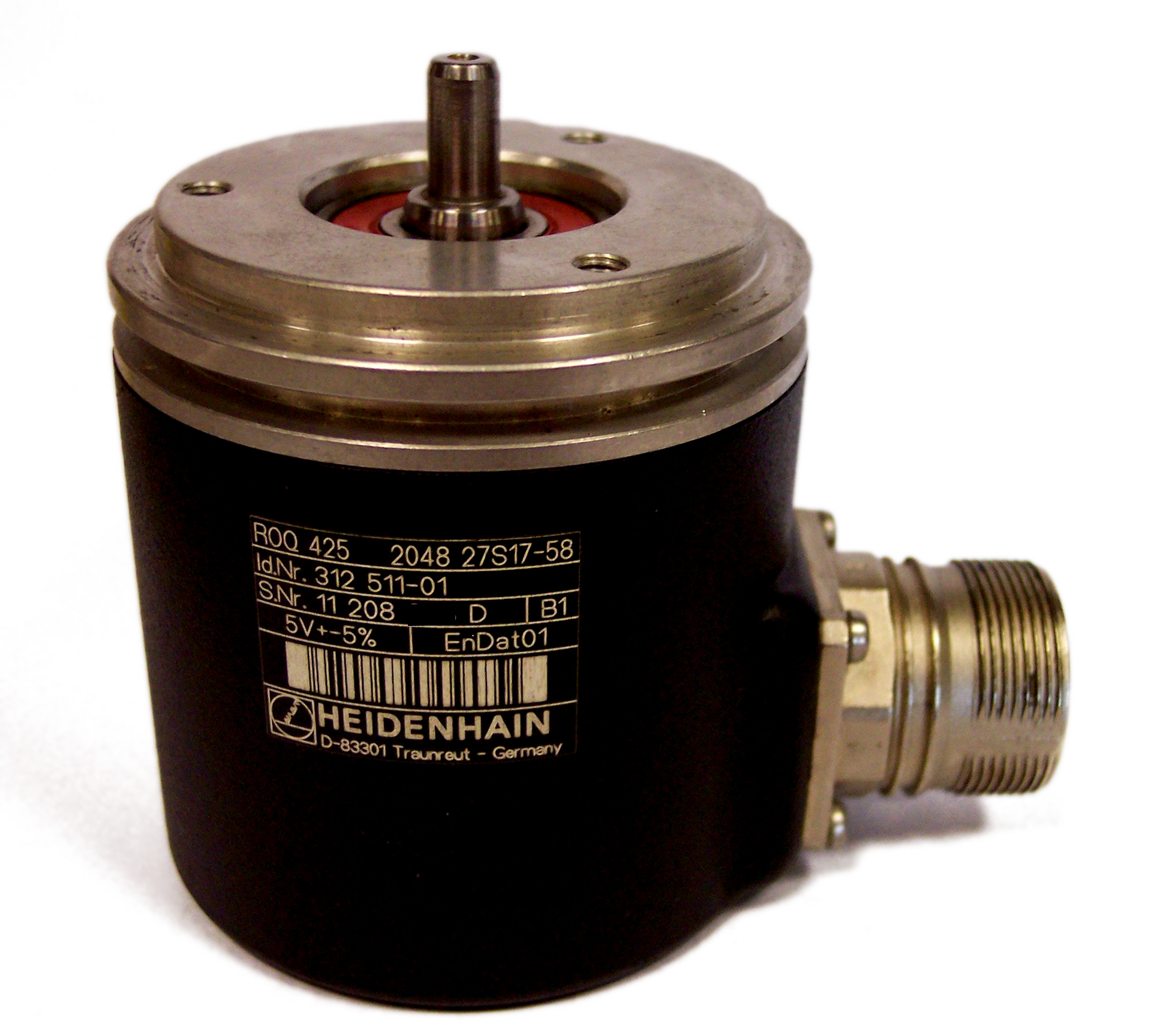
支援EnDat通訊協定的旋轉編碼器

傳感器的編碼器是利用光學或磁性或是機械接點的方式感測位置，並將位置轉換為電子訊號後輸出，作為控制位置時的回授訊號。
傳感器依運動方式可分為旋轉編碼器或是線性編碼器：
- 旋轉編碼器可以將旋轉位置或旋轉量轉換成類比（如類比正交訊號）或是數位（如USB、32位元並列訊號或是數位正交訊號等）的電子訊號，一般會裝在旋轉物件上，如馬達軸。
- 線性編碼器則是以類似方式將線性位置或線性位移量轉換成電子訊號。

編碼器可分為絕對型或增量型。絕對型編碼器的訊號將位置分割成許多區域，每一個區域有其唯一的編號，再將其編號輸出，可以在沒有以往位置資訊的情形下，提供明確的位置資訊。增量型編碼器的訊號是週期性的，訊號本身無法提供明確的位置資訊，若以某位置為準，持續的對訊號計數才能得到明確的位置資訊。
絕對型及增量型編碼器可達到相同的解析度，但絕對型編碼器不需以往的位置資訊，較適合用在編碼器訊號可能會中斷的場合。

### 電子電路
- 優先編碼器將一些互相競爭的訊號（如中斷請求）轉換為輸入訊號中，優先順序最高的對應編號。

## 參照
- 解碼器
- 編解碼器（codec）
- 調變
- 資料庫正規化
- 類比電視標準：NTSC制式、PAL制式、SECAM制式
- 轉碼